# Route I/64 (Slovaquie)
Pour les articles homonymes, voir I64 et Route 64.
La I/64 (en slovaque : cesta I. triedy 64) est une route slovaque de première catégorie reliant la frontière hongroise à Žilina. Elle mesure 201,1 km.

## Tracé
- Hongrie 13
- Région de Nitra
  - Komárno
  - Hurbanovo
  - Bajč
  - Nové Zámky
  - Komjatice
  - Veľký Kýr
  - Branč
  - Ivanka pri Nitre
  - Nitra
  - Čakajovce
  - Jelšovce
  - Ľudovítová
  - Výčapy-Opatovce
  - Koniarovce
  - Hrušovany
  - Preseľany
  - Belince
  - Kamanová
  - Dvorany nad Nitrou
  - Ludanice
  - Chrabrany
  - Topoľčany
  - Krušovce
  - Horné Chlebany
  - Rajčany
- Région de Trenčín
  - Žabokreky nad Nitrou
  - Partizánske
  - Malé Uherce
  - Oslany
  - Čereňany
  - Bystričany
  - Zemianske Kostoľany
  - Nováky
  - Prievidza
  - Nedožery-Brezany
  - Poluvsie
  - Pravenec
  - Nitrianske Pravno
  - Kľačno
- Région de Žilina
  - Fačkov
  - Šuja
  - Rajec
  - Kľače
  - Rajecké Teplice
  - Porúbka
  - Lietavská Lúčka
  - Žilina